# Глибока (Карачаус)
Глибо́ка — річка в Україні, в межах Білгород-Дністровського району Одеської області. Впадає до лиману Карачаус (басейн Чорного моря).

## Опис
Довжина річки 24 км. Долина місцями порівняно вузька і глибока. Річище помірно звивисте, влітку пересихає (особливо у верхів'ї). Споруджено кілька ставків. 

## Розташування
Глибока бере початок на захід від села Сергіївки. Тече на південний схід і (частково) південь. Впадає до лиману Карачаус на схід від села Ройлянки. 
Основна притока: Сар'єри (права). 
Річка протікає через села: Маразліївка, Жовтий Яр і Ройлянка.